# Diopsis nigrosicus
Diopsis nigrosicus är en tvåvingeart som beskrevs av Seguy 1949. Diopsis nigrosicus ingår i släktet Diopsis och familjen Diopsidae.
Artens utbredningsområde är Madagaskar. Inga underarter finns listade i Catalogue of Life.